# ФК «Крылья Советов» Куйбышев в сезоне 1975
Сезон 1975 — 31-й сезон «Крыльев Советов», в том числе 9-й сезон во втором по значимости дивизионе СССР. По итогам чемпионата команда заняла 1-е место.

## Чемпионат СССР (первая лига)

### Турнирная таблица
| Место | Команда                     | И  | В  | Н  | П  | Мячи  | О  |
| ----- | --------------------------- | -- | -- | -- | -- | ----- | -- |
| 1     | «Крылья Советов» (Куйбышев) | 38 | 22 | 9  | 7  | 78-36 | 53 |
| 2     | «Динамо» (Минск)            | 38 | 21 | 8  | 9  | 52-31 | 50 |
| 3     | «Торпедо» (Кутаиси)         | 38 | 18 | 13 | 7  | 55-31 | 49 |
| 4     | «Кайрат» (Алма-Ата)         | 38 | 20 | 7  | 11 | 58-34 | 47 |
| 5     | «Нефтчи» (Баку)             | 38 | 17 | 12 | 9  | 58-35 | 46 |

### Результаты матчей
| 11 апреля 1975 1 тур | «Памир» (Душанбе) | 1:1 | «Крылья Советов» (Куйбышев) |  |

| 15 апреля 1975 2 тур | «Нефтчи» (Баку) | 1:1 | «Крылья Советов» (Куйбышев) |  |

| 22 апреля 1975 3 тур | «Крылья Советов» (Куйбышев) | 1:0 | «Шинник» (Ярославль) |  |

| 26 апреля 1975 4 тур | «Динамо» (Минск) | 1:0 | «Крылья Советов» (Куйбышев) |  |

| 02 мая 1975 5 тур | «Крылья Советов» (Куйбышев) | 1:0 | «Рубин» (Казань) |  |

| 06 мая 1975 6 тур | «Крылья Советов» (Куйбышев) | 3:0 | «Звезда» (Пермь) |  |

| 12 мая 1975 7 тур | «Нистру» (Кишинев) | 2:1 | «Крылья Советов» (Куйбышев) |  |

| 16 мая 1975 8 тур | «Спартак» (Ивано-Франковск) | 2:0 | «Крылья Советов» (Куйбышев) |  |

| 23 мая 1975 9 тур | «Крылья Советов» (Куйбышев) | 2:1 | «Металлист» (Харьков) |  |

| 27 мая 1975 10 тур | «Крылья Советов» (Куйбышев) | 2:1 | «Таврия» (Симферополь) |  |

| 02 июня 1975 11 тур | «Уралмаш» (Свердловск) | 2:3 | «Крылья Советов» (Куйбышев) |  |

| 06 июня 1975 12 тур | «Кузбасс» (Кемерово) | 1:1 | «Крылья Советов» (Куйбышев) |  |

| 17 июня 1975 14 тур | «Металлург» (Запорожье) | 1:1 | «Крылья Советов» (Куйбышев) |  |

| 24 июня 1975 15 тур | «Крылья Советов» (Куйбышев) | 2:0 | «Кайрат» (Алма-Ата) |  |

| 28 июня 1975 16 тур | «Крылья Советов» (Куйбышев) | 3:0 | «Алга» (Фрунзе) |  |

| 04 июля 1975 17 тур | «Торпедо» (Кутаиси) | 4:1 | «Крылья Советов» (Куйбышев) |  |

| 08 июля 1975 18 тур | «Кубань» (Краснодар) | 2:1 | «Крылья Советов» (Куйбышев) |  |

| 15 июля 1975 19 тур | «Крылья Советов» (Куйбышев) | 8:0 | «Спартак» (Нальчик) |  |

| 19 июля 1975 20 тур | «Крылья Советов» (Куйбышев) | 2:1 | «Спартак» (Орджоникидзе) |  |

| 25 июля 1975 21 тур | «Металлист» (Харьков) | 0:0 | «Крылья Советов» (Куйбышев) |  |

| 29 июля 1975 22 тур | «Таврия» (Симферополь) | 0:2 | «Крылья Советов» (Куйбышев) |  |

| 05 августа 1975 23 тур | «Крылья Советов» (Куйбышев) | 1:2 | «Нистру» (Кишинев) |  |

| 09 августа 1975 24 тур | «Крылья Советов» (Куйбышев) | 5:1 | «Спартак» (Ивано-Франковск) |  |

| 15 августа 1975 25 тур | «Звезда» (Пермь) | 0:1 | «Крылья Советов» (Куйбышев) |  |

| 19 августа 1975 26 тур | «Рубин» (Казань) | 2:2 | «Крылья Советов» (Куйбышев) |  |

| 26 августа 1975 27 тур | «Крылья Советов» (Куйбышев) | 4:1 | «Уралмаш» (Свердловск) |  |

| 30 августа 1975 28 тур | «Крылья Советов» (Куйбышев) | 4:0 | «Кузбасс» (Кемерово) |  |

| 09 сентября 1975 30 тур | «Крылья Советов» (Куйбышев) | 2:0 | «Металлург» (Запорожье) |  |

| 16 сентября 1975 31 тур | «Кайрат» (Алма-Ата) | 2:1 | «Крылья Советов» (Куйбышев) |  |

| 20 сентября 1975 32 тур | «Алга» (Фрунзе) | 2:4 | «Крылья Советов» (Куйбышев) |  |

| 26 сентября 1975 33 тур | «Крылья Советов» (Куйбышев) | 0:0 | «Торпедо» (Кутаиси) |  |

| 30 сентября 1975 34 тур | «Крылья Советов» (Куйбышев) | 4:0 | «Кубань» (Краснодар) |  |

| 06 октября 1975 35 тур | «Спартак» (Нальчик) | 2:2 | «Крылья Советов» (Куйбышев) |  |

| 10 октября 1975 36 тур | «Спартак» (Орджоникидзе) | 1:2 | «Крылья Советов» (Куйбышев) |  |

| 17 октября 1975 37 тур | «Крылья Советов» (Куйбышев) | 3:0 | «Нефтчи» (Баку) |  |

| 21 октября 1975 38 тур | «Крылья Советов» (Куйбышев) | 4:2 | «Памир» (Душанбе) |  |

| 28 октября 1975 39 тур | «Шинник» (Ярославль) | 1:1 | «Крылья Советов» (Куйбышев) |  |

| 01 ноября 1975 40 тур | «Крылья Советов» (Куйбышев) | 2:0 | «Динамо» (Минск) |  |

## Кубок СССР

### Результаты матчей
| 23 марта 1975 1/16 финала | «Арарат» (Ереван) | 4:1 | «Крылья Советов» (Куйбышев) |  |